# Presidentieel paleis Cipanas

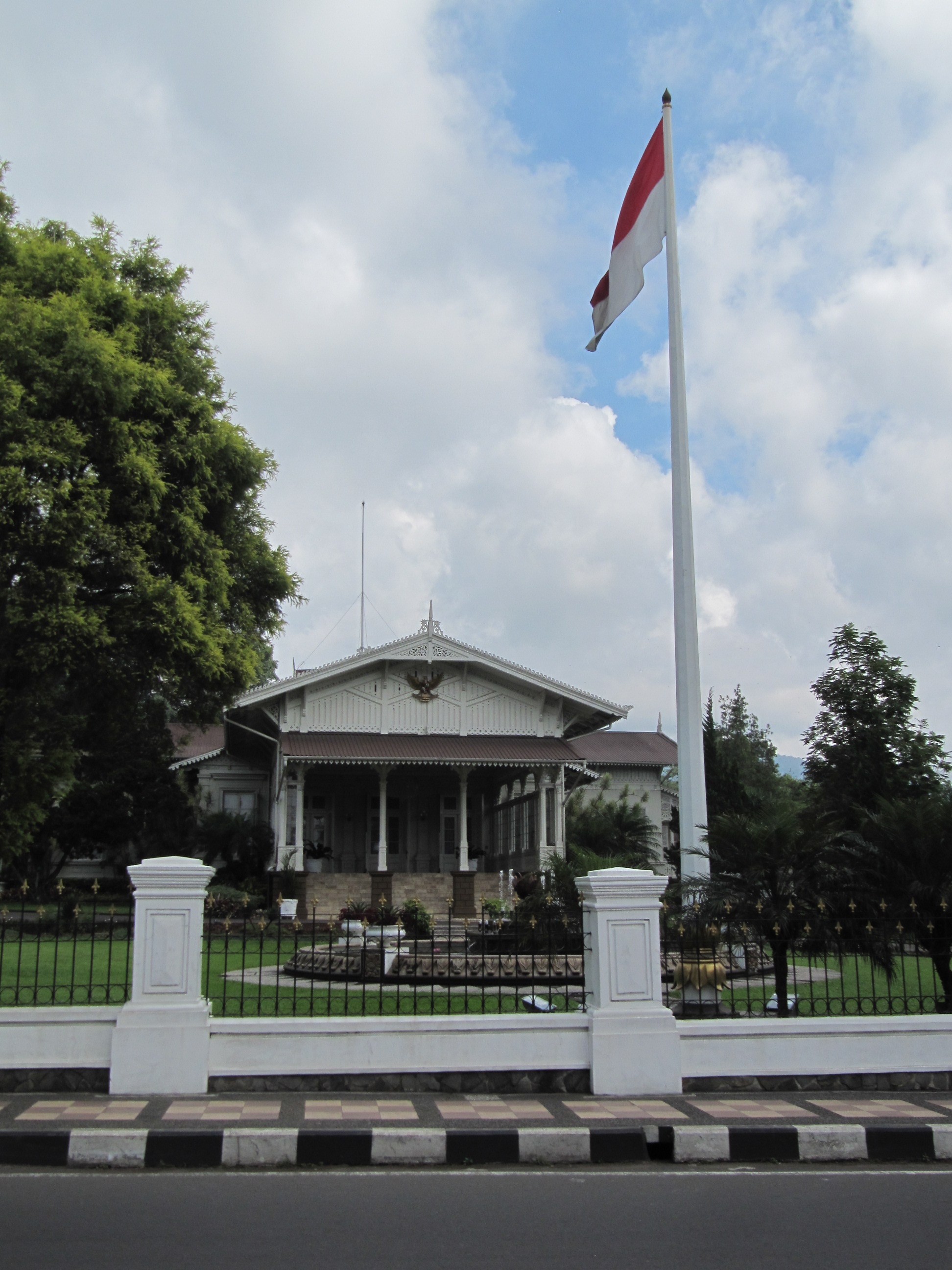
Het paleis

Het presidentieel paleis Cipanas is een bouwwerk in de West-Javaanse plaats Cipanas. Het ligt aan de doorgaande weg tussen Bogor (Puncakpas) en Cianjur. Het paleiscomplex met tuin omvat 26 hectare.
Het hoofdgebouw van dit paleis werd gebouwd in 1740. Vanaf het bewind van gouverneur-generaal Gustaaf Willem van Imhoff werd het gebruikt als buitenplaats door de gouverneurs-generaal van Nederlands-Indië.